# Chứng chỉ ACCA
Chứng chỉ ACCA (viết tắt của Chartered Certified Accountant) là một chứng chỉ kế toán Anh được Hiệp Hội Kế toán Công Chứng Anh Quốc (ACCA) cấp. Tính đến 7/2014, ACCA đã có hơn 436.000 học viên và 170.000 hội viên với văn phòng tại 91 quốc gia trên thế giới.

## Đối tượng của chứng chỉ ACCA
- Sinh viên, học sinh tốt nghiệp THPT - Có thể bắt đầu từ cấp độ nền tảng (Foundations in Accountancy – FIA) nếu chưa đủ điều kiện vào ACCA chính thức.
- Sinh viên đại học (ngành Kế toán – Tài chính – Kinh tế – Quản trị kinh doanh)
- Người đi làm trong lĩnh vực  quản trị doanh nghiệp, kế toán, kiểm toán, tài chính doanh nghiệp, thuế
- Người làm trong doanh nghiệp/tổ chức có định hướng nghề nghiệp toàn cầu
- Người muốn chuyển ngành sang quản trị - tài chính – kế - kiểm

## Điều kiện nhận bằng ACCA
- Thi đậu 13 môn chương trình học ACCA
- Hoàn thành môn đạo đức nghề nghiệp.
- Có 3 năm làm việc hoặc kinh nghiệm liên quan.[2]

## Chương trình học ACCA

### Nhóm môn học kiến thức - Applied Knowledge
- BT - Business and Technology (tên gọi cũ: F1) - Kinh doanh và công nghệ
- MA - Management Accounting (tên gọi cũ: F2) - Kế toán quản trị
- FA - Financial Accounting (tên gọi cũ: F3) - Kế toán tài chính

### Nhóm môn học kỹ năng - Applied Skills
- LW - Corporate and Business Law (tên gọi cũ: F4) - Luật kinh doanh và luật doanh nghiệp (Việt Nam)
- PM - Performance Management (tên gọi cũ: F5) - Quản trị hiệu suất
- TX - Taxation (tên gọi cũ: F6) - Thuế (Việt Nam)
- FR - Financial Reporting (tên gọi cũ: F7) - Báo cáo tài chính
- AA - Audit and Assurance (tên gọi cũ: F8) - Kiểm toán và các dịch vụ đảm bảo
- FM - Financial Management (tên gọi cũ: F9) -Quản trị tài chính

### Nhóm môn học Chuyên nghiệp - Strategic Professional
Bắt buộc 2 môn:
- Strategic Business Leader (SBL) - Lãnh đạo chiến lược doanh nghiệp
- Strategic Business Reporting (SBR) - Báo cáo chiến lược doanh nghiệp

Tự chọn 2 trong 4 môn:
- Advanced Financial Management (AFM) - Quản trị tài chính nâng cao
- Advanced Performance Management (APM) - Quản trị hoạt động kinh doanh hiệu quả nâng cao
- Advanced Taxation (ATX) - Thuế nâng cao
- Advanced Audit and Assurance (AAA) - Kiểm toán và các dịch vụ đảm bảo nâng cao

## Các khoản phí của chương trình ACCA

### Phí đăng ký và duy trì thành viên[3]
| Chi phí                                                   | GBP  | Ghi chú |
| Initial Registration - Phí đăng ký ban đầu                | £36  | Đây là khoản phí một lần mà học viên phải thanh toán khi đăng ký lần đầu tiên với ACCA.                                          |
| Re-registration - Phí đăng ký lại                         | £36  | Khoản phí này áp dụng khi học viên muốn khôi phục lại tư cách thành viên sau khi đã bị xóa tên khỏi danh sách học viên của ACCA. |
| Standard annual subscription - Phí thường niên tiêu chuẩn | £137 | Đây là khoản phí mà học viên cần đóng hàng năm để duy trì tư cách thành viên ACCA.                                               |
| Reduced annual subscription                               | £58  | Mức phí thường niên ưu đãi này được áp dụng cho học viên trong năm đầu tiên đăng ký chương trình ACCA.                           |

### Phí thi (Exam Fees)
Cấp độ Applied Knowledge Exams
| Môn thi                                                                           | VNĐ                   | Ghi chú                                                                        |
| Business and Technology (BT) Management Accounting (MA) Financial Accounting (FA) | 2.500.000 - 4.000.000 | Lệ phí cụ thể phụ thuộc vào các trung tâm tổ chức thi CBE chính thức của ACCA. |

Cấp độ Applied Skills Exams
| Môn thi | Kỳ hạn              | GBP  |
| Corporate and Business Law (LW) Performance Management (PM) Taxation (TX) Financial Reporting (FR) Audit and Assurance (AA) Financial Management (FM) | Standard Entry      | £150 |
| Corporate and Business Law (LW) Performance Management (PM) Taxation (TX) Financial Reporting (FR) Audit and Assurance (AA) Financial Management (FM) | Late Entry (Remote) | £150 |
| Corporate and Business Law (LW) Performance Management (PM) Taxation (TX) Financial Reporting (FR) Audit and Assurance (AA) Financial Management (FM) | Late Entry (Centre) | £385 |

Phí thi Module Ethics and Professional Skills
| Môn                                   | GBP | Ghi chú                                                             |
| Ethics and Professional Skills Module | £79 | Học viên cần hoàn thành trước khi thi Strategic Professional Exams. |

Cấp độ Professionals
| Môn thi | Kỳ hạn              | GBP  |
| Strategic Business Leader (SBL) | Standard Entry      | £266 |
| Strategic Business Leader (SBL) | Late Entry (Remote) | £266 |
| Strategic Business Leader (SBL) | Late Entry (Centre) | £440 |
| Strategic Business Reporting (SBR) Advanced Financial Management (AFM) Advanced Performance Management (APM) Advanced Taxation (ATX) Advanced Audit and Assurance (AAA) | Standard Entry      | £196 |
| Strategic Business Reporting (SBR) Advanced Financial Management (AFM) Advanced Performance Management (APM) Advanced Taxation (ATX) Advanced Audit and Assurance (AAA) | Late Entry (Remote) | £196 |
| Strategic Business Reporting (SBR) Advanced Financial Management (AFM) Advanced Performance Management (APM) Advanced Taxation (ATX) Advanced Audit and Assurance (AAA) | Late Entry (Centre) | £440 |

Lưu ý:
- Phí đăng ký thi tại các trung tâm CBE chính thức của ACCA có thể thay đổi tùy thuộc vào địa điểm tổ chức.
- Các khoản phí đăng ký và lệ phí thi có thể thay đổi theo từng năm và theo tỷ giá hối đoái.

Bảng phí dành cho Hội viên ACCA (ACCA Member) năm 2025:
| Loại phí                                                    | Mức phí | Ghi chú |
| Admission to membership - Phí kết nạp hội viên              | £156    | Khoản phí này cần thanh toán khi bạn chính thức được chấp nhận trở thành hội viên của ACCA.                                                                     |
| Annual subscription 2025 - Phí hội viên hàng năm            | £311    | Đây là mức phí hội viên thường niên áp dụng cho tất cả các hội viên ACCA trong năm 2025.                                                                        |
| Extended leave subscription - Phí nghỉ dài hạn              | £70     | Mức phí ưu đãi này dành cho các hội viên đã được ACCA phê duyệt cho việc giảm phí trong thời gian nghỉ dài hạn theo quy định.                                   |
| Subscription assistance - Hỗ trợ phí hội viên               | £156    | Khoản phí này áp dụng trong những trường hợp đặc biệt khi hội viên gặp khó khăn về tài chính và được ACCA xét duyệt hỗ trợ một phần phí hội viên.               |
| Readmission - Phí tái kết nạp hội viên                      | £311    | Đây là khoản phí cần thanh toán nếu bạn muốn quay trở lại danh sách hội viên sau khi đã bị loại khỏi danh sách vì một lý do nào đó.                             |
| Lifetime membership commutation fee - Phí hội viên suốt đời | £311    | Đây là khoản phí thanh toán một lần cho phép hội viên chuyển sang danh sách hội viên đã nghỉ hưu, đồng nghĩa với việc không cần đóng phí hội viên hàng năm nữa. |

## Kỳ thi ACCA

### Cấu trúc bài thi
| Cấp độ                                         | Cấu trúc |
| Kiến thức ứng dụng (Applied Knowledge)         | Môn thi: Kinh doanh và Công nghệ (BT), Kế toán Quản trị (MA), Kế toán Tài chính (FA). Hình thức thi: Thi trên máy tính (CBE), chủ yếu là các câu hỏi trắc nghiệm. Thời gian làm bài: 2 tiếng cho mỗi môn. Lưu ý: Đây là các bài thi theo nhu cầu, nghĩa là thí sinh có thể đăng ký thi bất kỳ thời điểm nào trong năm. |
| Kỹ năng ứng dụng (Applied Skills)              | Môn thi: Luật Doanh nghiệp và Kinh doanh toàn cầu (LW), Quản trị hiệu quả hoạt động (PM), Thuế Việt Nam(TX), Báo cáo Tài chính (FR), Kiểm toán và đảm bảo (AA), Quản lý Tài chính (FM). Cấu trúc bài thi: Kết hợp giữa câu hỏi trắc nghiệm nhiều lựa chọn (MCQ) và các câu hỏi tình huống dài hơn. - Phần A: 15 câu hỏi trắc nghiệm độc lập, mỗi câu 2 điểm. - Phần B: 3 tình huống, mỗi tình huống gồm 5 câu hỏi liên quan (tổng cộng 15 câu hỏi). - Ngoài trắc nghiệm, còn có các câu hỏi dài dựa trên tình huống thực tế. Thời gian làm bài: - Môn LW: 2 tiếng. - Các môn còn lại: 3 tiếng. Lưu ý: Môn LW là môn duy nhất trong cấp độ này có thể thi theo nhu cầu, các môn khác thi theo lịch cố định trong năm.                                                                                                |
| Chuyên môn chiến lược (Strategic Professional) | Môn thi bắt buộc: Lãnh đạo Kinh doanh Chiến lược (SBL), Báo cáo Kinh doanh Chiến lược (SBR). Môn thi tự chọn (chọn 2 trong 4): Quản lý tài chính nâng cao (AFM), Quản lý hiệu quả hoạt động kinh doanh nâng cao (APM), Thuế Nâng cao (ATX), Kiểm toán và đảm bảo Nâng cao (AAA). Cấu trúc bài thi: Các câu hỏi dài, mang tính tình huống yêu cầu phân tích sâu và tư duy phản biện. Thời gian làm bài: 3 giờ 15 phút mỗi môn. Đặc điểm nổi bật: Tổng điểm là 100, trong đó: - 80 điểm dành cho kiến thức kỹ thuật. - 20 điểm chuyên môn được đánh giá dựa trên khả năng trình bày: kỹ năng giao tiếp, phân tích và đánh giá, tư duy phản biện và nhạy bén thương mại trong phần trả lời bài thi. Lưu ý: Trừ môn LW, tất cả các bài thi ở cấp độ Chuyên nghiệp đều được tổ chức vào các thời điểm cố định trong năm. |

### Lịch thi
ACCA tổ chức các kỳ thi theo bốn đợt chính trong năm vào các tháng 3, 6, 9 và 12.

### Hình thức thi
ACCA mang đến cho thí sinh sự linh hoạt trong việc lựa chọn hình thức thi: thi từ xa hoặc thi tại trung tâm.

#### Thi từ xa - Remote Exams
Hình thức này cho phép bạn tham gia kỳ thi ACCA từ một địa điểm tùy chọn, chẳng hạn như nhà riêng, sử dụng thiết bị máy tính và kết nối internet của bạn.Kỳ thi sẽ được giám sát trực tiếp theo thời gian thực bởi giám thị thông qua webcam và micro để đảm bảo tính công bằng. 
Lựa chọn này hiện có sẵn cho hầu hết các cấp độ của chứng chỉ ACCA

#### Thi tại trung tâm - Centre-Based Exams
Hình thức này được tổ chức tại các trung tâm khảo thí được chỉ định của ACCA trên toàn thế giới. Tất cả các thiết bị cần thiết sẽ được cung cấp tại trung tâm. Các kỳ thi tại trung tâm được tổ chức vào các ngày thi đã được ACCA lên lịch trước. Luôn có giám thị tại phòng thi để đảm bảo tuân thủ các quy định của ACCA.

#### Thi theo yêu cầu - On-demand exams
ACCA cung cấp các kỳ thi CBE (Computer-Based Exam) theo yêu cầu rất linh hoạt. Bạn có thể tham gia các kỳ thi này vào bất kỳ thời điểm nào trong năm, và chúng có sẵn ở cả hình thức thi từ xa và thi tại trung tâm.
- Các môn thi hiện có sẵn theo hình thức thi theo yêu cầu: BT, MA, FA, LW (UK & GLO) - có thể được thực hiện vào bất kỳ thời điểm nào trong năm. Kết quả thi của bạn sẽ hiển thị ngay lập tức sau khi kết thúc bài thi và được tải lên tài khoản của bạn trong vòng 72 giờ.

### Địa điểm thi
Tại Việt Nam, hiện có tổng cộng 13 địa điểm được ACCA ủy quyền tổ chức kỳ thi on-demand CBE (thi theo yêu cầu trên máy tính). Các trung tâm này trải dài tại các thành phố lớn như Hà Nội, TP. Hồ Chí Minh, Đà Nẵng và Bình Định. Dưới đây là danh sách cụ thể tên trung tâm và địa chỉ:
| Trung tâm                                                                 | Địa chỉ                                                                                                   |
| SAPP Education JSC - Chi nhánh Hà Nội                                     | Tầng 8, số 54 Lê Thanh Nghị, phường Bách Khoa, quận Hai Bà Trưng, Hà Nội                                  |
| SAPP Education JSC – Chi nhánh TP. HCM                                    | Tầng 1, số 2A Lương Hữu Khánh, phường Phạm Ngũ Lão, quận 1, TP. Hồ Chí Minh                               |
| Trường Đại học Kinh tế Quốc dân (NEU) – Trung tâm Ngoại ngữ Kinh tế (EFL) | Tòa nhà EFL, số 207 Giải Phóng, quận Hai Bà Trưng, Hà Nội                                                 |
| Trường Đại học Bách Khoa Hà Nội (HUST)                                    | Số 1 Đại Cồ Việt, quận Hai Bà Trưng, Hà Nội                                                               |
| Trường Đại học Công nghiệp Hà Nội (HaUI)                                  | Số 298 Cầu Diễn, quận Bắc Từ Liêm, Hà Nội                                                                 |
| Học viện Ngân hàng Việt Nam                                               | 12 phố Chùa Bộc, phường Quang Trung, quận Đống Đa, Hà Nội                                                 |
| Học viện Tài chính (Academy of Finance)                                   | 58 phố Lê Văn Hiến, phường Đức Thắng, quận Bắc Từ Liêm, Hà Nội                                            |
| Sunway TES – Hanu                                                         | Văn phòng Sunway Hanu, phòng 204B, Trường Đại học Hà Nội, Km9 đường Nguyễn Trãi, quận Nam Từ Liêm, Hà Nội |
| Trung tâm Đào tạo Bưu chính Viễn thông số 1 (PTIT)                        | Km10 đường Nguyễn Trãi, phường Mộ Lao, quận Hà Đông, Hà Nội                                               |
| Smart Train Academy                                                       | Tầng 9, Giày Việt Plaza, số 180-182 Lý Chính Thắng, quận 3, TP. Hồ Chí Minh                               |
| Trường Đại học Tài chính – Marketing (UFM)                                | Số 27 đường Tân Mỹ, phường Tân Thuận Tây, quận 7, TP. Hồ Chí Minh                                         |
| Trung tâm Đào tạo điều hành VNUK (VNUK Executive Training Center)         | Số 158A Lê Lợi, Đà Nẵng                                                                                   |
| Trung tâm Kinh tế và Kế toán – Trường Đại học Quy Nhơn (QNU)              | Số 170 An Dương Vương, phường Nguyễn Văn Cừ, TP. Quy Nhơn, tỉnh Bình Định                                 |

## Một số đơn vị đào tạo chứng chỉ ACCA được công nhận tại châu Á[6]
| Quốc gia                   | Đơn vị | Cấp độ ALP              | Địa chỉ |
| Việt Nam                   | SAPP Academy                                                                                                 | Platinum ALP            | Tầng 5, Tòa nhà Đức Đại, số 54 phố Lê Thanh Nghị, phường Bách Khoa, Hà Nội, 100000                                       |
| Brunei                     | BICPA Academy Sdn Bhd                                                                                        | Gold ALP                | Số 1, Tầng 1, Khối A, Quảng trường Regent, Kiulap, Bandar Sei Begawan, BE1315, Brunei Darussalam                         |
| Campuchia                  | CamEd | Platinum ALP            | No 64 Street 108, Sangkat Wat Phnom, Khan Doun Penh Phnom Penh, 855, Cambodia                                            |
| Campuchia                  | Business School of Accountancy                                                                               | Silver Learning Partner | Unit C-18, 2nd floor, CONNEXION Building, street Koh Pich, Koh Pich Area, Phnom Penh, 855, Cambodia                      |
| Indonesia                  | London School of Accountancy and Finance                                                                     | Gold ALP                | Mall of Indonesia, Italian Walk Blok B, No 36 Kelapa Gading Square, Jalan Raya Boulevard Barat Jakarta, 14240 ,Indonesia |
| Myanmar                    | Excellent Choice Institute of Finance and Management                                                         | Gold ALP                | No. 20-22 C, Ma Kyee Kyee Street, Sanchaung Township, Yangon, Myanmar                                                    |
| Myanmar                    | Nay Lin Aung Finance & Accountancy Academy                                                                   | Gold ALP                | No 10 Aung Myay Tharsi Street, Sin Yay Twon Kamayut Township, Yangon, Myanmar                                            |
| Myanmar                    | ZAW Business School                                                                                          | Gold ALP                | No. 56, Yae Kyaw Street, Pazundaung Township, Yangon, Myanmar                                                            |
| Myanmar                    | Win Bo Myint Accountancy Training Centre                                                                     | Silver Learning Partner | Kyee Myine Dyine, No 20 Kyaung Gyi Street, Yangon, 11101, Myanmar                                                        |
| Philippines                | The ExP Group Philippines                                                                                    | Gold ALP                | 22E-23E Manila Tower,The Residences at Greenbelt, Paseo de Roxas Makati City, Philippines                                |
| Singapore                  | Kaplan Higher Education Academy Pte Ltd                                                                      | Platinum ALP            | 8 Wilkie Road,#02-01 Wilkie Edge, Singapore, Singapore                                                                   |
| Singapore                  | 88TUITION PTE LTD                                                                                            | Gold ALP                | 271 BUKIT TIMAH ROAD, # 16-02 HONOLULU TOWER, 259719, Singapore                                                          |
| Singapore                  | London School of Business & Finance - Singapore                                                              | Gold ALP                | 143 Cecil Street #18-00, 069542, Singapore                                                                               |
| Singapore                  | Omega International College                                                                                  | Gold ALP                | 175A Bencoolen Street, #12-01 to 04, Burlington Square Singapore                                                         |
| Singapore                  | OSJ Global Sdn Bhd                                                                                           | Gold ALP                | #12-07, 7 Temasek Boulevard, Suntec Tower One, 038987, Singapore                                                         |
| Mông Cổ                    | Global Academy for Professional Education (GAPE)                                                             | Gold ALP                | City Tower building, 5th floor, Suite #501, East of Sukhbaatar Square, Sukhbaatar district Ulaanbaatar, 14200, Mongolia  |
| Maldives                   | Villa College                                                                                                | Gold ALP                | Villa College QI Campus, Rah'Dheba, Hingun, Male,20373, Maldives                                                         |
| Maldives                   | Clique College                                                                                               | Silver Learning Partner | 3rd Floor, M Uthurevehi, Keneree Magu Male, Maldives                                                                     |
| Việt Nam                   | Vietsourcing Business Consultancy Company Limited                                                            | Gold ALP                | Tầng 5, Tòa nhà Kinh Đô, 292 phố Tây Sơn, Quận Đống Đa, Hà Nội, Việt Nam                                                 |
| Nepal                      | British Professional College                                                                                 | Platinum ALP            | Trade Tower, Thapathali, Kathmandu, Nepal                                                                                |
| Nepal                      | British Professional College                                                                                 | Platinum ALP            | Thapagaun, Anamnagar, Kathmandu, Nepal                                                                                   |
| Nepal                      | NCA College of Management                                                                                    | Platinum ALP            | Anup Marga, Minbhawan, New Baneshwar, Kathmandu, Nepal                                                                   |
| Nepal                      | Seed Financial Academy                                                                                       | Platinum ALP            | KUMARI MARG, DILLIBAZZAR, KATHMANDU, 44600, Nepal                                                                        |
| Nepal                      | Bright Academy Private Limited                                                                               | Gold ALP                | Baneshwor, Kathmandu, Nepal                                                                                              |
| Nepal                      | Seekshya Academy of Chartered Certified Accountancy                                                          | Gold ALP                | New Baneshwor, near Civil Hospital, Kathmandu, Nepal                                                                     |
| Nepal                      | Embark College                                                                                               | Silver Learning Partner | Pulchowk 10, Lalitpur, 44700,Nepal                                                                                       |
| Nepal                      | PROFESSIONAL CAREERS & EDUCATION PVT. LTD.                                                                   | Silver Learning Partner | Biratnagar, 56613, Nepal                                                                                                 |
| Saudi Arabia (Ả rập xê út) | Ivory for training and consulting                                                                            | Silver Learning Partner | Abu Bakr Al-siddiq road, Mursalat, 12282, Saudi Arabia                                                                   |
| Saudi Arabia (Ả rập xê út) | Technical Accountancy                                                                                        | Silver Learning Partner | District College of Business, 2nd Floor, Al-Nazlah Al-Yamaniyah, Office 322, Effat University Jeddah, 8482, Saudi Arabia |
| Oman                       | College of Banking & Financial Studies                                                                       | Gold ALP                | Bousher Heights, Building No. 274-A, Way No. 5523 Bousher, P.C. 112, Oman                                                |
| Oman                       | Phoenix Financial Training (Globnet)                                                                         | Gold ALP                | Way Number 4928, Building Number 2024, Al Khuwair 33 Muscat, Oman                                                        |
| Palestinian                | Language of Business (LOB)                                                                                   | Silver Learning Partner | AlBireh, Al-Balou, Al-Liwan Bld, 5th Floor, Courts St. Ramallah, P.O. Box: 188, Palestinian Territory, Occupied          |
| Qatar                      | Excellence Training Centre                                                                                   | Silver Learning Partner | 22,Bilal Bin Rabah Street, Al HIlaal, Qatar                                                                              |
| Thổ Nhĩ Kỳ                 | Union of Chambers of Certified Public Accountants of Turkey (TURMOB                                          | Gold ALP                | Incek Kizilcasar Mahallesi 2669 ,Street No: 19 , Golbasi Ankara,06554,Turkey                                             |
| Thổ Nhĩ Kỳ                 | TEEDO EGITIM VE DANISMANLIK LIMITED SIRKETI                                                                  | Silver Learning Partner | BARBAROS MH. LALE SK. 2/13, ATASEHIR, Turkey                                                                             |
| Kazakhstan                 | PricewaterhouseCoopers Tax & Advisory LLP                                                                    | Platinum ALP            | 34 Al-Farabi ave, building A, 4th Floor, Almaty, 050059, Kazakhstan                                                      |
| Kazakhstan                 | Jambyl Innovation High College                                                                               | Silver Learning Partner | Pushkina street, 154, Taraz, 080000, Kazakhstan                                                                          |
| Kazakhstan                 | Professional Certification of Accountants and Financiers Training Center                                     | Silver Learning Partner | 18 Rimova Street, Almaty, A10G5G8, Kazakhstan                                                                            |
| Kazakhstan                 | RB Partners Academy LLP                                                                                      | Silver Learning Partner | 202, Al-Fara bi Avenue, Almaty, 050043, Kazakhstan                                                                       |
| Uzbekistan                 | ABCO International Accounting and Finance Academy                                                            | Gold ALP                | 194 Sebzor Ts 17/18, Olmazor dt, Tashkent, 100000, Uzbekistan                                                            |
| Uzbekistan                 | FCS EXPERTS LLC                                                                                              | Gold ALP                | Niyozbek Yuli Street, 30, Tashkent, 100000, Uzbekistan                                                                   |
| Uzbekistan                 | Innovative Resource Center For Advanced Training On International Financial Reporting And Auditing Standards | Gold ALP                | Tashkent city, Chilonzor district, Islam Karimov 49, Tashkent,100063, Uzbekistan                                         |
| Uzbekistan                 | INNOVATSION TA'LIM NEF (INNOEDUCATION)                                                                       | Gold ALP                | 30 Alisher Navoi street, Shaykhontokhur district, Tashkent, Uzbekistan                                                   |
| Uzbekistan                 | ABCO University NEI                                                                                          | Silver Learning Partner | 320, Universitet st,,Bobur MSG, Kibray dt, Tashkent region, 100000, Uzbekistan                                           |
| Uzbekistan                 | Al-Jabr International Finance Professional School                                                            | Silver Learning Partner | Olmazor district, Sebzar 194, Tashkent,100019, Uzbekistan                                                                |
| Uzbekistan                 | Fergana Politechnic Institute                                                                                | Silver Learning Partner | 86, Fergana street, Fergana city, Fergana, Uzbekistan                                                                    |
| Uzbekistan                 | FINEX EDUCATION                                                                                              | Silver Learning Partner | 20, Zangiota district, Tashkent, 111816, Uzbekistan                                                                      |
| Uzbekistan                 | Tojir Finance Academy                                                                                        | Silver Learning Partner | Tashkent city, Yunusobod district, 15-5A,Tashkent,100180,Uzbekistan                                                      |